# Robert Stirling

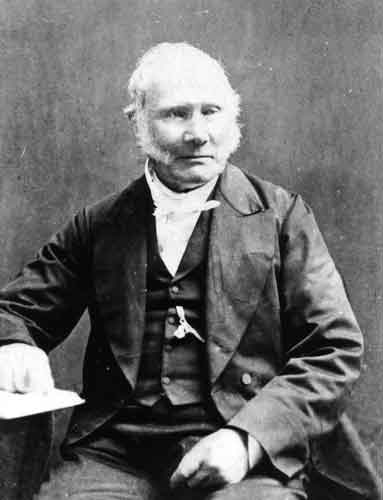
Robert Stirling

Reverend Robert Stirling (* 25. Oktober 1790 in Cloag, Methvin, Schottland; † 6. Juni 1878 in Galston, Ayrshire, Schottland) war ein schottischer Pastor und Erfinder des nach ihm benannten Stirlingmotors.

## Leben
Stirling besuchte zwischen 1805 und 1808 die Universität in Edinburgh. Während dieser Zeit legte die Universität keine Aufzeichnungen über ihre Studenten und deren Eltern an.
Er studierte Latein, Griechisch, Logik und Mathematik.
Im November 1809 beschloss Robert Stirling, Pfarrer zu werden, und begann ein Studium der Theologie und Rechtswissenschaften an der Universität Glasgow. Am 4. Juli 1815 examinierte er und wurde im folgenden Jahr von der Schottischen Kirche ordiniert.
Am 27. September 1816 meldete er in Schottland ein Patent einer Heißluftmaschine an, die später als Stirlingmotor bekannt wurde. Er verwirklichte sie 1818 in mehreren Stufen. Diese Maschine wurde als Wasserpumpe im Bergbau in Ayrshire, Schottland eingesetzt, wo sie zwei Jahre lang lief, bis der heiße Teil des Motors am Zylinder durchbrannte.
1819 heiratete er Jean Rankin, sie hatten gemeinsam sieben Kinder. Ab 1837 war er bis zu seinem Tode Pastor (minister of the church) der Presbyterianischen Kirche in Galston. Bis 1840 entwickelte und patentierte er mehrere Maschinen zusammen mit seinem Bruder James, einem Mechanikingenieur. 1840 wurde Stirling ein Ehrendoktor der University of St Andrews verliehen.
Im März 1843 lieferte Stirling einen (für damalige Verhältnisse) leistungsstarken Motor an die Dundee Foundry Company, eine Gießerei in Schottland. Die Maschine hatte eine Schwellenleistung von 34 kW bei einer Drehzahl von 28/min, Zylinderdurchmesser: 0,4 m, Hub: 1,22 m, wassergekühlt. Erstmals wurde ein Regenerator mit Drahtgeflechten eingesetzt. Der Treibstoffverbrauch betrug nur ein Drittel gegenüber der vorher verwendeten Dampfmaschine bei gleicher Leistung. Dieser Motor war vier Jahre im Einsatz und hatte einen im 19. Jahrhundert nie wieder erreichten Wirkungsgrad von 18 %.
Der Asteroid (7247) Robertstirling ist nach ihm benannt. Sein 1820 geborener Sohn Patrick wurde Lokomotivkonstrukteur und als solcher vor allem für seine Single-Lokomotiven bekannt. Er war von 1853 bis 1866 Locomotive Superintendent der Glasgow and South Western Railway (GWR) und von 1866 bis 1895 in gleicher Position bei der Great Northern Railway (GNR).